# Magyar Nemzet (od 2019)
Magyar Nemzet – węgierski dziennik wydawany w Budapeszcie. Jest pismem o orientacji konserwatywnej.
Został założony w 2015 roku. Pierwotnie ukazywał się jako „Magyar Idők”, natomiast 6 lutego 2019 przejął nazwę i szatę graficzną wcześniejszego dziennika „Magyar Nemzet” (1938–2018). 